# Herry Schmitt

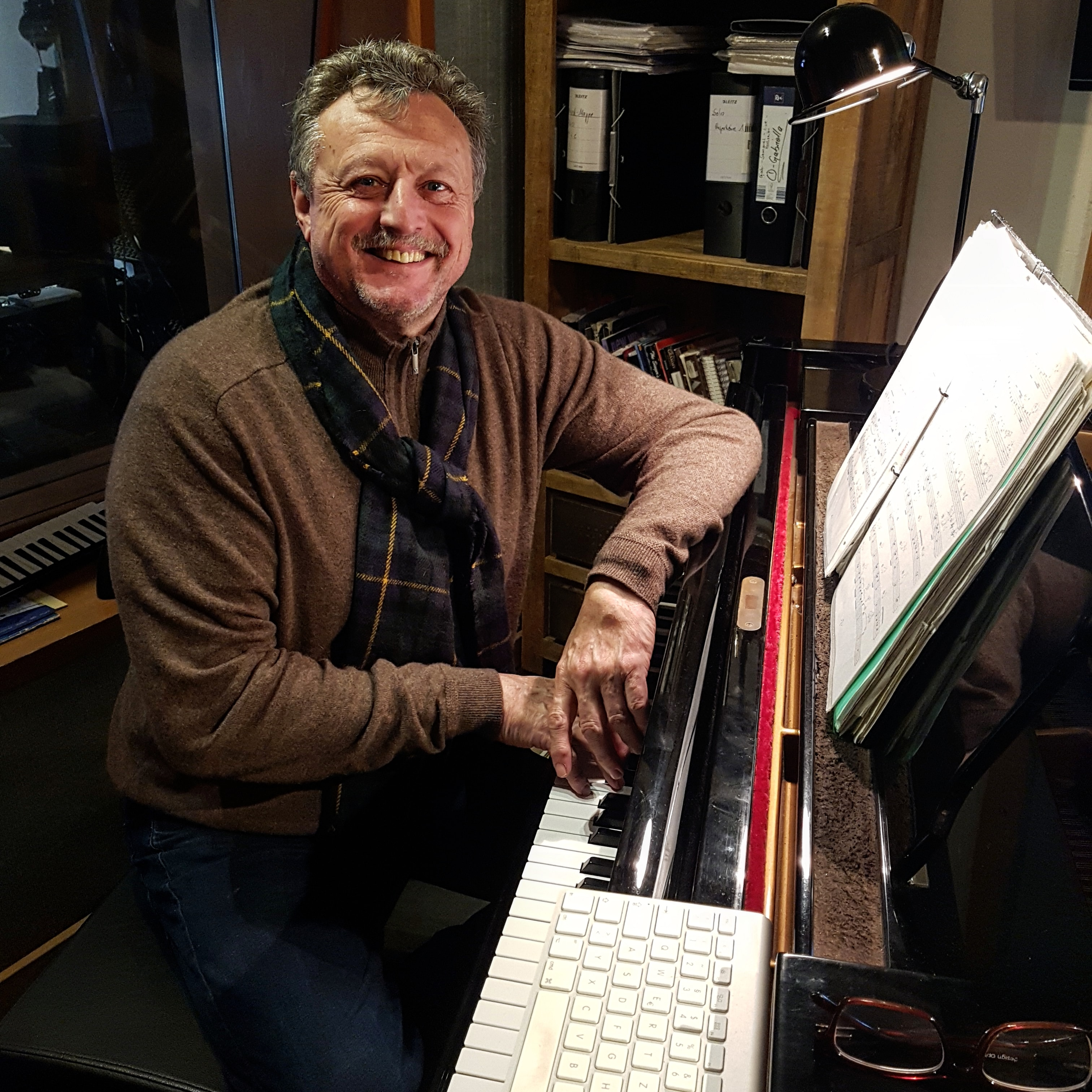
Herry Schmitt im Studio

Herry Schmitt (* 30. Mai 1957 in Dillingen) ist ein deutscher Pianist, Komponist, Arrangeur und Musikproduzent.

## Leben
Herry Schmitt wurde 1957 als Sohn von Hilde und Guido Schmitt geboren. 1970 wanderten Eltern und Geschwister wegen der beruflichen Tätigkeit des Vaters (Aufgaben der EWG, später EG / EU) nach Afrika, und zwar nach Kigali (Rwanda), später Lomé (Togo) und Segou (Mali) aus. Es ergab sich dadurch eine enge Verbindung zur afrikanischen Musik, die Herry Schmitt immer wieder gern mit den europäischen Einflüssen verband.
1976 machte er in Dillingen/Saar sein Abitur und ein Praktikum beim Saarländischen Rundfunk (Studiotechnik Hörfunk, NF-Messtechnik) sowie ein Praktikum bei der Firma Industriebetrieb Minninger (Fertigung, Prüfung und Reparaturwesen für Nachrichtentechnik, HF- und NF-Messtechnik).
1977 begann er ein Studium an der Universität des Saarlandes in Saarbrücken: Musikwissenschaften und Germanistik, Sprach- und Literaturwissenschaften.
Von 1980 bis Ende 1986 arbeitete er als Musiklehrer u. a. an der Musikschule des Landkreises Saarlouis für die Instrumente Orgel, Klavier und Synthesizer, von 1981 bis 1984 auch als Musiklehrer im Rahmen einer musikalisch-therapeutischen Aufgabe im ‚Heilpädagogischen Zentrum Haus Mutter Rosa‘, Wadgassen.
16 Jahre lang, bis 1990, arbeitete Herry Schmitt beim Saarländischen Rundfunk.

Schmitt ist Mitglied im Deutschen Journalistenverband und im Medienrat des Saarlandes.

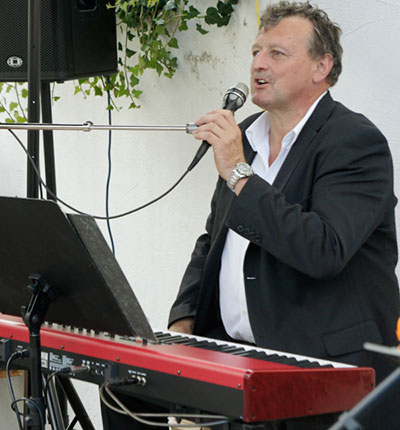
Herry Schmitt am Piano

## Musikalischer Werdegang
Bereits im Alter von 4 Jahren begann Herry Schmitt mit dem Klavierspiel. Am Gymnasium wählte er Musik als Leistungskurs und mit 12 Jahren stand er schon als Keyboarder auf der Bühne und sammelte in den Jahren danach vielfältige Bühnenerfahrungen.
Ende der 1970er Jahre gründete Herry Schmitt die ersten eigenen Musikensembles: Känguru und Double You, 1980 das Herry Schmitt Trio, das bis heute in veränderter Besetzung existiert. Er arbeitete als Pianist u. a. für Anne-Karin, Boney M., Cindy & Bert, Dieter Thomas Heck, Family, Gilbert Bécaud, Graham Bonney, Gunter Gabriel, Hanns Dieter Hüsch, Ingrid Peters, Jasmine Bonnin, Nicole, Robert Palmer, den Saarländischen Rundfunk, das Sinfonieorchester des Saarländischen Rundfunks unter Leitung von Stardirigent Günther Herbig oder das WDR Rundfunkorchester in der Philharmonie Köln.
Neben den Live-Auftritten arbeitet Herry Schmitt als Pianist mit eigenen Projekten und Konzerten, als freier Komponist und Arrangeur mit mehr als 1000 Werken in unterschiedlichen musikalischen Bereichen. Er ist Mitglied im Verband Deutscher Musikbearbeiter, im Deutschen Komponistenverband und der GEMA.
1999 gründete er die Musikproduktionsfirma mefistoH (CD-Produktionen), die später um die Sparte ‚Filmproduktion‘ (DVD-Produktionen, Imagefilme, Filmvertonungen) erweitert wurde.
Herry Schmitt hat sich immer wieder für die musikalische Arbeit mit Kindern begeistert. Es entstanden zahlreiche Produktionen mit und für Kinder, Hörbücher und Mit-Mach-CDs. Seit 2007 leitet er die Musikgruppe der Hochbegabtenförderung des Saarlandes XXL bei der Saarländischen Sommerakademie SaSchA und seit 2014 bei der Juniorakademie des Saarlandes. Auch für demenzkranke Menschen komponierte er Musik.
Auch die Mundart hat er immer in seine musikalischen Aktivitäten einbezogen. Er arbeitete früh mit saarländischen Mundartkünstlern wie Anne-Karin, Freunde für Euch mit Ingrid Peters, Cindy Berger, Fred Eric Schmitt - Fes, Die Globetrotter, Herry Schmitt u. Band, Charlotte u. Jürgen Wendling oder der Band Heinz zusammen.

## Veröffentlichungen

### Eigene Produktionen / Werke
- CD Das Saarland singt für seine Kinder!, mef 77-2022, 2022
- CD Erinnerungen, Ministerium für Soziales, Gesundheit, Frauen und Familie des Saarlandes, mef 76-2021, 2021
- CD Wir…im Landkreis Sankt Wendel, mef 75-2021, 2021
- CD Rehlingen-Siersburg…klingt GUT!, mef 74-2021, 2021
- CD Saarlouis, COOL TOUR, mef 73-2021, 2021
- CD Wallerfangen. Erleben und Bewahren, mef 71-2020, 2020
- CD Saarlouis, Musik und Geschichten, mef 70-2020, 2020
- CD Vivre ensemble – Zusammen leben, mefistoH, mef 65-2018, 2018
- CD Herry Schmitt Band – Sweet dreams, mefistoH, mef 60-2016, 2016
- CD Herry Schmitt & The Fine Arts Club Band – Swing low, mefistoH, mef 54-2013, 2013
- CD Herry Schmitt Band – Gabriella, mefistoH, mef 50-2013, 2013
- CD Herry Schmitt – Classic affaires, mefistoH, mef 46-2011, 2011
- CD Herry Schmitt - Chants du Piano, mefistoH, mef 42-2009, 2009
- CD Herry Schmitt & Band - Ladies Circle, mefistoH, mef 39-2009, 2009
- CD Herry Schmitt & Suzanne Dowaliby, Live-Mitschnitt, mefistoH, mef 32-2008, 2008
- CD Robert Leonardy & Herry Schmitt - Handshake, mefistoH, mef 08-2003, 2003
- CD Herry Schmitt & Band - Musik, die verzaubert, Mukoviszidose e.V. Bonn, mefistoH, mef 05-2001, 2001
- CD Herry Schmitt Band - Party-Pack, mefistoH, mef 03-2001, 2001
- CD Herry Schmitt Quartett / Night’n day – Funtime Boogie, mefistoH, mef 02-2000, 2000
- CD Ingrid Peters, Peter Petrel, Florence Mottier, Michel Suly & Herry Schmitt - Wir ziehen in ein neues Jahrtausend, mefistoH, mef 01-2000, 1999
- CD Herry Schmitt Band - Christmas Toys, DA-Music, Palm Records and Songs, CD 872897-2, 1998
- CD Heinz Eckert und das Herry Schmitt Trio - Dialoge, da music, Sonia, im Vertrieb der Deutschen Austrophon, in Zusammenarbeit mit dem Saarländischen Rundfunk, CD 77297, 1997
- CD Herry Schmitt Band - At the Peppermint Club, da music, Palm Records, CD 872873-2, 1996
- CD Herry Schmitt Trio - Perspektiven, Deutsche Austrophon, da music, Palm Records, 729018, 1990
- CD Herry Schmitt – Stylistix ’87, Meen Music, CD 97.115, 1987
- CD Herry Schmitt Trio – Le maillon, Palm Records, 1729511, 1990
- Single-CD Herry Schmitt Trio, da music, Palm Records, 2830-2, 1993
- CD Barbara Sutton-Adam & Herry Schmitt - Songbook-Liederbuch I, Palm Records, da music CD 729020, 1990
- LP und MC Barbara Sutton-Adam & Herry Schmitt – Songbook-Liederbuch I, Deutsche Austrophon, Palm records, 729020 und 129020, 1990
- LP Herry Schmitt – Entdeckt, EMI Electrola, F-669.643, 1987
- Single Sunset Super Session – Follow me, Music de Wolf, DWS/LP 3369, 1980
- Single Sunset Super Session – Monja 79, EMI Electrola, 1C 006-45 315 A, 1979

### CD-Produktionen
- CD Surfing Horses - It Doesn´t Matter If It´s June Or July, mef 72-2021, 2021
- CD Andrea Bettinger – Lichterloh”, mef 68-2020, 2020
- CD Anne Catherine – Nine, mef 67-20192019
- CD Armin Theobald singt Elvis, mef 66-2018, 2018
- CD Box Verschiedene Interpreten (Heintje, Andrea Jürgens, Patrick Lindner, Gaby Albrecht, Stefanie Hertel, Nino de Angelo, Herry Schmitt u. a.) Die große Weihnachtshitparade, ISBN / EAN 4053804203746, 2016
- Doppel-CD Missa Kwela, eine Messe für Kinderchor, gemischten Chor und Instrumente, fidula, CD 6605, 2016
- CD Sabine Berwanger – Mein Herz singt, mefistoH, mef 61-2016, 2016
- CD Johannes Lapré – Touchdown in Deutschland, mefistoH, mef 58-2015, 2015
- CD Outlaw Pete – Strings of steel, mefistoH, mef 53-2013, 2013
- CD L’amitié sans frontières – Freundschaft ohne Grenzen, mefistoH, mef 52-2013, 2013
- CD LORRAINE JAZZ BIG BAND - sans frontières, mefistoH, mef 48-2012, 2012
- CD Sabine Berwanger – Die Liebe lebt, mefistoH, mef 47-2013, 2012
- CD Earl Kaiser – Nighttrip back into the unknown, mefistoH, mef 45-2011, 2011
- CD annie – Auf dem Weg, mefistoH, mef 41-2009, 2010
- CD 125 Jahre Peter Gross Bau, mefistoH, mef 44-2010, 2010
- CD Hendrick Kreijen – Musikalische Gedanken, mefistoH, mef 43-2009, 2009
- CD Anne-Catherine & annie, Take my feelings, take my heart, mefistoH, mef 36-2008, 2008
- CD Songs of hope - GEZUBUSO projects, mefistoH, mef 34-2008, 2008
- CD Sing mit uns, Vol.II, Die schönsten Kinderlieder zum Mitsingen und Tanzen, da music, 77925, 2008
- CD Cathrine Theobald – Mitmachlieder für Kinder von 1 bis 7, mefistoH, mef 31-2007, 2007
- CD Meike Ruby - My own space. Featuring Herry Schmitt Trio, mefistoH, mef 28 2007, 2007
- CD Gokli, der kleine Verführteufel, Musikverlag hayo, HY4012, 2007
- CD Der Fünf-Minuten-Pausenspaß, mefistoH, mef 26-2006, 2006
- CD SECHZIG - Musikalische Reise durch sechs Jahrzehnte, Limited Edition - Herry Schmitt, mefistoH, mef 24-2006, 2006
- CD Simply Unplugged - night owls, mefistoH, mef 23-2006, 2006
- CD Birgit Scherrmann, Keiko Waldner und Ulrich Klemm - Hochpreist meine Seele den Herrn, mefistoH, mef 20-2005, 2005
- CD Im Schatzgarten – Der Landkreis Saarlouis stellt sich vor, mefistoH, mef 18-2005, 2005
- CD Rendezvous der Stars, 25 Jahre SR3, mit Udo Jürgens, Roland Kaiser, Nicole, Herry Schmitt u. a. BMG Ariola, Palm Records, 88697340722, 2005
- CD Preisträgerkonzert Anneliese Rothenberger Preis, Insel Mainau, 2005
- CD Gräfin Sonja Bernadotte & Graf Christian Bernadotte - Freude am Singen, mefistoH, mef 14-2004, 2004
- CD Saarlandlied, mefistoH, mef 13-2003, 2003
- CD Beate Monzel-Kost - Jahreszeitenflug, mefistoH, mef 09-2003, 2003
- CD Roland Stigulinszky – Schön‘ Urlaub, SCW Auer-Sällef, ISBN 3-926339-18-7, 2003
- CD Roland Stigulinszky – Alt ist modern, SCW Auer-Sällef, ISBN 3-926339-19-5, 2003
- CD Severino Caruso – Canto a Padre Pio, Wings of love, 3W Records, M-CD 23861-2, 2002
- CD Orchester Fred Rabold, Leitung: Dominique Rabold – View of Atacama, Fred Rabold Musikproduktion, CD FR 6300, 2002
- CD Hey Du! Alles geschnallt? – Kerstin Louis, mefistoH, mef 06-2002, 2002
- CD SR3 Saarlandwelle – ören, was ein Land fühlt, Michaels Friemeleien, Leico, 8596, 2002
- CD Marcel Adam – Lothringer, Leico 8553, 2001
- CD Stefanie Finkler & Walter Krennrich – Vier Johreszeiten off saarlännisch, bawack-music, CD-30410, 2001
- CD Orchester Fred Rabold – Let’s go, Fred Rabold Musikproduktion, CD 3300, 2001
- CD Orchester Fred Rabold, Leitung: Dominique Rabold – In Pop, Fred Rabold Musikproduktion, CD FR 5800, 2001
- CD Silke – Dein Bild im Portemonnaie, 3W Records, M-CD- 23859-2, 2001
- CD König Bansah – Ein Herz aus Gold, 3W Records, M-CD 23857-2, 2000
- Doppel-CD Rundfunk-Sinfonieorchester des Saarländischen Rundfunks, Großes Unterhaltungsorchester des SR, Brita-Maria Carell, Rosemarie Heigold, Peter Maronde, Anne Karin, Manfred Sexauer, Willem, Ingrid Peters, Fritz Maldener, Herry Schmitt Band, - SR-Stars, bawack-music, MCD 30370, im Auftrag des Saarländischen Rundfunks, 1999
- Doppel-CD Ibo, Mary Roos, Roy Black, Ingrid Peters, Herry Schmitt Band, u. a. - Das Große Goldene Weihnachtsfest, Palm Records, DCD 872920-2, 1999
- CD Charlotte & Jürgen Wendling – Unser Lied für Dich, Palm Records & Songs, CD 872905-2, 1998
- CD Yoyo – Saarbrigge, BEE Records, BEE 98.1000, 1998
- CD Wolfgang Winkler – Ohne Kinder keine Kohle, Saarländischer Rundfunk, bay-music, 285970319, 1997
- CD Chapeau Claques – Musical, Chanson, Parodie, 1997
- CD Dominique Rabold’s Dixieland – Swingtime, Fred Rabold Musikproduktion, CD FR 5300, 1997
- CD Charlotte & Jürgen Wendling, da music, Palm Songs, M-CD 872872-2, 1996
- CD Düppenweiler Kinder- und Jugendchor - Das schönste Geschenk, Leico, 8403, 1996
- CD Volker Klimmer Band - Partitur – Party Tour, CD Nr. VK9601, 1996
- CD Orchester Fred Rabold und die Original Albtäler Volksmusikanten - Burg Reichenberg, Fred Rabold Musikproduktion, CD FR 4100, 1996
- CD Charlotte & Jürgen Wendling – Trumpet Melodies, da music, Palm Songs, M-CD 872866-2, 1995
- CD Die Schwiegersöhne - Aber hallo!, da music, Palm Records, 2846-21, 1995
- CD Verschiedene Interpreten - Piano Rockin Boogie Vol.2, da music, 872858-2, 1995
- CD Blackbirds – Handmade, bwa, CD 30130, 1995
- Doppel-CD - Cindy & Bert – Gib mir Zeit, 25 Jahre. Das Comeback. Da Music, 878530-2, 1995
- CD Die Schwiegersöhne, u. a. – Mein Saarbrücken, Leico, 8366, 1995
- LP Düppenweiler Kinderchor – Im Krug zum grünen Kranze, Koch Records International, E120980, 1994
- CD Orchester Fred Rabold und die Original Albtäler Volksmusikanten – Grüße an unsere Nachbarn, Fred Rabold Musikproduktion, CD FR 4200, 1994
- Doppel-CD Versch. saarländische Interpreten (Cindy Berger, Joy Fleming, Herry Schmitt u. a.) - Songs für UNICEF – Forever grenzenlos und frei, JayKay Records, JK-8362, 1994
- CD Wanja – Rosenzeit, bawack music, ba-10200, 1994
- CD Fred Rabold And his Big Band – Sing and Swing, Fred Rabold Musikproduktion, CD FR 4000, 1993
- CD Tom Salvator and his International Orchestra – Auf großer Fahrt – A big trip, Fred Rabold Musikproduktion, CD FR 4300, 1993
- CD Verschiedene Interpreten - From Morning till Night, Novoton, NTN 216, 1993
- CD Palm’s Boogie Woogie Time – Versch. Interpreten, palm records, da music, M-CD 2833-2, 1993
- Maxi-CD Charlotte & Jürgen Wendling – Vom Himmel hoch, Palm Records, CD 2829-2, 1993
- CD Charlotte & Jürgen Wendling – Euro Melodies; Palm Records, CD 2824-2, 1993
- CD Peter Sebastian präsentiert: Weihnacht im Wunderland, toi toi toi Records, da music, 91072, 1992
- CD Charlie’s Oldtimers – Crazy Days Are Back Again, Intersound, ISCD125, 1992
- CD Benny Gebauer – Swing and Sax Sound with Benny, Novoton, NTN213, 1991
- CD Orchester Fred Rabold – Sunny Days, Fred Rabold Musikproduktion, CD FR 3700, 1991
- Single Peter Sebastian – Weihnacht im Wunderland, Toi, Toi, Toi Records, 9094-7, 1990
- LP Die Globetrotter – Volksmusik ist Trumpf, Bawack, ba 40.010, 1989
- CD Charlotte & Jürgen Wendling – Memories; Arminia; AMP 675 089, 1989
- LP Hans Ehrlinger – Trombone Power, Novoton, NTN 210, 1989
- LP Saarländische Musikdokumente II – Musik aus Dillingen, Palm Records, 26003, 1989
- LP Saarländische Musikdokumente I – Musikschule Schmelz, HWM, 87034, 1988
- LP Musikalische Grüße aus Schmelz – Div. Interpreten, Leico records, 8190, 1986
- CD Dieter Thomas Heck – Erfüllte Wünsche, Mercury, 824 102-2, 1984
- Single Cindy Berger – Einsamer Schwan, RCA PB 69014, 1983
- Single Cindy & Bert – Nach all den Jahren, ACA Victor, PB 5973, 1982
- Single Graham Bonney – Mein Kopf auf deinem Kissen, Aladin, ALA A 2898, 1982
- LP Dieter Thomas Heck – Es ist Mitternacht, John, EMI Electrola, 0777 7 90995 2 8, 1981
- LP Cindy & Bert – Träume, RCA Victor, PL 28440, 1981
- LP Sampler Musikszene Saar II – Double You, Lancelot, Luca Brasi, Ambi & Arno, Jakoby & Schorsch, Bellaphon, 201-03-001, 1981
- LP Sampler Musikszene Saar I – Double You, Trust, X-Ray, Marx, Rootschilt & Tillermann, Ambi & Arno, W. Brendel, Bellaphon, 250-05-002, 1980
- Single Cindy & Bert – Nenn es Liebe, RCA / PB 5762, 1980
- CD Bob Mency – Feelin‘ good, Palm records – 706, 1980
- LP Fritz Schall – Alte Bekannte in neuem Gewande, Bellaphon, 23005001, 1980
- Single Karin Rauschen – Eine Melodie klingt übers Meer, bawack-music, ba-30080
- CD Stefanie Finkler & Walter Krenrich – Mir fahre Fahrrad an der Saar (Version Jacques), Your Music
- Single Steffi Hinze – Berliner Bär und Münchner Kindl, Bawack Music, ba 10090
- Single Wolfgang Graetscher – Das Mädchen heißt Gabi, Bawack, BA11.140

### Hörbücher
- Hörbuch-CD Karin Peter - Der Buubeller, mefistoH, mef 78-2022, 2022
- Hörspiel-CD Wenn Drachen niesen - Ein Musical zum ersten Schultag, Fidula, 2022
- Hörspiel-CD Lysistrata, Fidula, 2019
- Hörspiel-CD Das Apfelkomp(l)ott/Pomme de discorde/Apple of discord, ein zweisprachiges Musical, Fidula, 2017
- Hörbuch-CD Karin Peter - Hall dich kurrasch!, mefistoH, mef 56-2015, 2015
- Hörspiel-CD Schach 2.0, Fidula, ISBN 978-3-87226-500-5, 2015
- Hörbuch-CD Karin Peter - Hans Huckebään, der Òngléckskoof, mefistoH, mef 51-2013, 2013
- Hörspiel-CD Kwela, Kwela, Fidula, ISBN 978-3-87226-530-2, 2013
- Hörspiel-CD Emelie voll abgehoben, Abenteuer auf Makana Mana Malé, Carus, 12.429/99, 2012
- Hörspiel-CD Das Jahr, in dem Weihnachten fast auf den 13. gefallen wäre, Fidula, ISBN 978-3-87226-670-5, 2011
- Hörspiel-CD Das geheime Leben der Piraten, Fidula, ISBN 978-3-87226-630-9, 2010
- Hörspiel-CD Geschöpf der Nacht, Fidula, CD 7730, ISBN 978-3-87226-730-6, 2010
- Hörspiel-CD Löwenherz - Leonardo und das magische Amulett, Fidula, ISBN 978-3-87226-080-2, 2009
- Hörspiel-CD Die chinesische Nachtigall. Wie der Kaiser zu seinem Vogel kam, Fidula, CD 8880, ISBN 978-3-87226-880-8, 2007
- Hörbuch Doppel-CD Jürgen Albers - Der Kleine Großmeister und Express ins Nirwana, mefistoH, mef 19-2005, 2005
- CD-ROM-Hörbuch Gärten ohne Grenzen – Grenzenloses Gartenvergnügen, mefistoH, mef 17-2005, 2005
- Hörbuch-Doppel-CD Dr. Halima Alaiyan, Eva Mattes, Jan Hofer, - Vertreibung aus dem Paradies. Meine lange Flucht aus Palästina, mefistoH, mef 16-2005, 2005
- Hörbuch-CD Hans-Jürgen Merziger, Herry Schmitt - Wider den undeutschen Geist? Wider den deutschen Ungeist!, Palm Records, CD 873921-2, Neuauflage 2005
- Hörbuch-CD Gartenliebe – mit allen Sinnen genießen, Hic floreat, mef 15-2004, 2004
- Hörbuch-CD Es war einmal….Singspiel für Kinder, Musikverlag hayo, HY 4008, 2004
- LP Hans-Jürgen Merziger, Herry Schmitt - Wider den undeutschen Geist? Wider den deutschen Ungeist!, HWM, B-0573 A, 1983 (auch als Hörbuch-CD)

### Mundart
- CD Herry Schmitt Quartett - Saarland Dixieland – off platt, mefistoH, mef 07-2002, 2002
- CD Günther Hussong - „Das doo fangt joo gut an“ Die Schöpfung – klor vezehlt, mefistoH, mef 04-2001, 2001
- CD Günther Hussong, Angela Branca, Herry Schmitt Band – E weider Wää noo Bethlehem, BEE Records, BEE 9719, 2001
- CD Verschiedene Interpreten - Reisen in Deutschland, Saar und Saarland, Sonia, CD 77754, 2000
- CD Netti – Tanz durch die Welt, bawack-music, CD 30390, 2000
- Single-CD Ingrid Peters, Fes, die Globetrotter, Fred-Eric Schmitt, Herry Schmitt Band – Die Leid verzehle, Bawack-music in Zusammenarbeit mit SR3, MCD 10235, 1999
- CD Schorsch Seitz & Herry Schmitt – Saarbrigge bleibt Saarbrigge, Bawack, CD-10240, 1999
- CD Nicole, Manfred Spoo, Anne-Karin, Herry Schmitt Band, u. a. - Hits aus dem Saarland (Mädche, mei Mädche), Bawack, CD 30340, 1998
- CD Schorsch Seitz live! Am Piano: Herry Schmitt, SR3 Saarlandwelle, Leico-music, LEICO-8455, 1998
- CD Die Büddenbacher – In jedem Städtchen, Leico, 8471, 1998
- Single-CD Die Globetrotter - Aweil langds awwer, bawack-music, SCD-10230, 1998
- CD Die Büddenbacher – So lebt man im Saarland, BEE Records, 1997
- CD Die Globetrotter – Mir sinn im Saarland dehemm, bawack-music, CD-30330, 1997
- CD Schorsch Seitz – Es Beschde von Schorsch Seitz, Palm Records, CD 872852-2, 1997
- Single-CD Die Globetrotter – Wir gratulieren, bawack-music, ba-10210, 1996
- CD Die Nimmermüden - Bei uns hier an der Saar, wwm, Best.-Nr. 960453, 1996
- CD Die Büddenbacher – Polka Drive and Rock’n Roll, BEE Records, 1995
- CD Ingrid Peters, Herry Schmitt Trio, Die Schwiegersöhne, Wolfgang de Benki, Anne Karin, Charlotte & Jürgen Wendling, u. a. - Jo, mir senn a kloores Land, da music, Palm Records, 2838-2, 1994
- CD Schorsch Seitz, Marie Laure, Helmut Engelhardt, Orchester Herry Schmitt – Die Blittersdorfer Brick, Palm records, 1994
- CD Schorsch Seitz, Herry Schmitt - Freunde kennen keine Grenzen, da music, Palm Records, 2838-2, 1993
- CD Die Globetrotter – Willkommen im Saarland, bawack-music, ba-30050, 1993
- Single Heinz – Eh kommo her, HWM, A-8308 A, 1993
- CD Die Globetrotter – Weihnachte bin ich dehemm, bawack-music, ba-10100, 1992
- CD Schorsch Seitz & Herry Schmitt – Ich mach mir nix aus Kaviar, Palm records, 729023,1992
- Single Freunde für Euch mit Ingrid Peters, Cindy Berger, Anne-Karin, Schorsch Seitz, Fred Eric Schmitt - Fes, Die Globetrotter, Herry Schmitt u. Band, Charlotte u. Jürgen Wendling - Es Saarland is uns liebschdes Kind, Bawack, ba 11150, 1991
- CD Saarländische Musikdokumente III – Im Saarland dehemm, bawack-music, ba 30030, 1991
- CD Die Globetrotter – Volksmusik ist Trumpf, bawacl-music, ba 30.010, 1990
- Single Fes – Der Altstadtking, Cabinet, 586.103, 1986
- CD Jacoby & Schorsch – Ich lieb dich so - auf Video; Palm Records & Songs, CD 241006, 1986
- Single-CD Fes – Do beschde platt, Palm Records, Palm records & songs, CD 241008, 1984
- CD Hans-Walter Lorang – Ebbes vazehlen, Palm Records & Songs, CD 241009, 1984
- Wolfgang deBenki – Solang geht’s uns gutt, Black Rose Records, BR 10.112, 1984
- CD Wolfgang de Benki – Un do druff, bawack music, CD 30110, 1983
- Single Fes & Double You – Saarlouis, Saarlouis, Leico, 8113, 1980
- Single Anne-Karin – Mir hann gespielt am liebschde nur im Dreck, Jupiter Records – 15 664 AT, 1978
- Single Die Globetrotter – E Hammer hamma, Bawack music, S10060
- Single Saluja Buwen – Mir senn Saarluja Buwen
- MC Saarländische Musikdokumente III – Im Saarland dehemm, bawack-music, ba 20030
- Single Die Globetrotter – Hallo Nachbar, komm eriwwer, Bawack music, 5-10070
- CD Die Globetrotter – Schifahr’n is scheen, Bawack music
- CD Die Globetrotter – Gustav..., Bawack music
- CD Die Globetrotter – Weihnachtslieder, Bawack music

### DVD-Produktionen
- DVD Mirko Lorenz – Entspannung mit System, Taiji, mef 63-2016 (Musik & Bild), 2017
- DVD Dillinger Hütte, Jubilarehrung 2015
- DVD Dillinger Hütte, Jubilarehrung 2014
- DVD kohlpharma, mefistoH, mef 49-2013, 2013
- DVD-Imagefilm 325 Jahre Dillinger Hütte, 2010
- DVD Big FM - Land ohne Namen, eine Reise durch die Region Saar-Lor-Lux, mefistoH, mef 36-2009, 2009
- DVD Vom Erz zum Grobblech, 2009
- DVD Dillinger Hütte, DH1 Jahresschau, Jubilarehrung 2009
- DVD Reise nach Rom, Universitätsklinik Homburg (Musik & Bild), mefistoH, mef 36-2009, 2009
- DVD Dillinger Hütte, DH1 Jahresschau, Jubilarehrung 2008
- DVD Dillinger Hütte, DH1 Jahresschau, Jubilarehrung 2007
- DVD 150 Jahre Kreissparkasse Saarlouis. Ihre Bank ganz nah, mefistoH, mef 27-2007, 2007
- DVD Dillinger Hütte, DH1 Jahresschau, Jubilarehrung 2006
- DVD Luciano Pelizzari. Lebensbilder – Lebenslinien, mefistoH, mef 25-2006,2006
- DVD Erinnerungskonzert für Graf Lennart Bernadotte, 2005
- DVD Dillinger Hütte, Feierowend, Jubilarehrung 2005
- DVD Dillinger Hütte, Die Zukunftsgeschichte, Jubilarehrung 2004
- DVD André Brasilier Künstlerportrait, im Auftrag des Europäischen Kulturforum Mainau e.V., 2004
- DVD Dillinger Hütte, Auf der Hütte spielt die Musik, Jubilarehrung 2003
- DVD Michael Maximilian Hartmann - This one’s for Edith Piaf (Part II), Je chante pour Edith Piaf, Eine Weltstadt-Entertainment Produktion, 2003
- DVD Puppentheater Dieter Kussani – Kasper räumt die Umwelt auf, Best.Nr. 0031

### Videoproduktionen
- DVD Mirko Lorenz - Keep Moving, mef 63-2016, 2016
- Video Jup ikk Wandertag – 200 Jahre Landkreis Saarlouis, (Musik & Bild) 2016
- Zeichentrickfilm Die Jupsons, (Musik) 2014
- Imagefilm Das Bad Merzig (Musik & Bild), 2012
- Video Die Geschichte der Baugruppe Gross, (Musik & Bild) 2010
- Video Der Imagefilm Baugruppe Gross, (Musik & Bild) 2010
- Video Seat Altea Werbespot, (Musik) 2008
- Imagefilm, Kreissparkasse Saarlouis (Musik & Bild), mefistoH, mef 27-2007, 2007
- Video Dillinger Hütte, Max Dillo – Die stählerne Hand, (Musik) 2003
- Video Dillinger Hütte, Max Dillo – Die zweite Hand, (Musik) 2003
- VK Fitness – aber wie? – BSA Lehrzentrum, Lehr- und Informationsfilm, VHS 001, 1991
- Video Puppentheater Dieter Kussani – Kasper und die Flaschenbande, ufa Universum Film GmbH, 2110, 1990
- MC Puppentheater Dieter Kussani - Kasper und Stromi, Leico Records, 1988
- VK Puppentheater Dieter Kussani – Kasper und Räuberbande, ufa Universum Film GmbH, 2114, 1989
- VK Puppentheater Dieter Kussani – Kasper und die Umweltfee, DK Umweltverlag und Promotion, 0048
- MC Puppentheater Dieter Kussani – Kasper lädt ein! Kasper räumt die Umwelt auf!, Leico Records, Leico-7744
- MC Puppentheater Dieter Kussani – Kasper und der Campingplatz am See, in Zusammenarbeit mit der Landeszentrale für Umweltaufklärung, Leico Records, Leico 7788

### Bühnenmusik
- Jomi - Die Erschaffung der Welt